# 伏挺
伏挺（484年—548年），字士標，平昌安丘人，南北朝南梁官員與文學家，是東晉著作郎伏滔的後裔。
伏挺自小聰明，七歲通曉《孝經》、《論語》，長大後有才思，喜歡寫文章，作五言詩時擅長模仿謝靈運的格式。父親伏暅朋友樂安人任昉很是歎異，經常說：「這孩子獨一無二啊。」南齊末年，州內推舉他為秀才，當時策論獲得第一。梁武帝的軍隊攻至建康，他在新林迎接，武帝看到很高興，稱他為「顏子」，任用為征東行參軍，當時他十八歲。天監初年，伏挺除授中軍參軍事，居住在潮溝，在住所講述《論語》，聽講者多過朝廷大臣；轉任建康正，不久被彈劾免官。很快他入朝任職尚書儀曹郎，遷官西中郎記室參軍，累任晉陵、武康縣令。罷官後，在東郊建屋，不再出仕。
伏挺年輕時就已經享有盛名，又擅長處世，朝中權貴都和他交往，因此不能長年隱居。當時僕射徐勉病假回家，他寫信給徐勉詢問意見。之後他出仕，除任御史台治書，因事收受賄賂被彈劾；他害怕服罪，就變裝為道士藏匿，遇上大赦，就從天心寺出來。其時邵陵王蕭綸在江州，帶他鎮守，蕭綸喜歡文義，禮遇伏挺，因此他還俗。其後他隨蕭綸遷鎮郢州，獲徵召為丹陽尹，他在初夏留下，不久回到京師。太清年間，他寄居吳興、吳郡，在侯景之亂期間去世，著有《邇說》十卷，文集二十卷。

## 家族
- 五世祖東晉東晉著作郎伏滔[3]
- 高祖父不詳
- 曾祖父劉宋司空主簿伏胤之[3]
- 祖父南梁臨海太守伏曼容[3]
- 父親南梁豫章內史伏暅[2][3]
- 儿子伏知命

## 引用
1. ↑  《梁書·卷四十八·列傳第四十二》：伏曼容字公儀，平昌安丘人。曾祖滔，晉著作郎。父胤之，宋司空主簿。……子暅，在《良吏傳》。
2. 1 2 3  《梁書·卷五十·列傳第四十四》：伏挺字士標。父暅，爲豫章內史，在《良吏傳》。挺幼敏寤，七歲通《孝經》、《論語》。及長，有才思，好屬文，爲五言詩，善效謝康樂體。父友人樂安任昉深相歎異，常曰：「此子目下無雙。」齊末，州舉秀才，對策爲當時第一。
3. 1 2 3 4 5 6  《南史·卷七十一·列傳第六十一》：伏曼容字公儀，平昌安丘人，晉著作郎滔之曾孫也。父胤之，宋司空主簿。……子暅。……子挺。挺字士標，幼敏悟，七歲通孝經、論語。及長，博學有才思，為五言詩，善效謝康樂體。父友樂安任昉深相歎異，常曰：「此子日下無雙。」齊末，州舉秀才，對策為當時第一。
4. ↑  《梁書·卷五十·列傳第四十四》：高祖義師至，挺迎謁於新林，高祖見之甚悅，謂曰「顏子」，引爲征東行參軍，時年十八。天監初，除中軍參軍事。宅居在潮溝，於宅講《論語》，聽者傾朝。遷建康正，俄以劾免。久之，入爲尚書儀曹郎，遷西中郎記室參軍，累爲晉陵、武康令。罷縣還，仍於東郊築室，不復仕。
5. ↑  《南史·卷七十一·列傳第六十一》：梁武帝師至，挺迎謁于新林，帝見之甚悅，謂之顏子，引為征東行參軍，時年十八。天監初，除中軍參軍事。居宅在潮溝，於宅講論語，聽者傾朝。挺三世同時聚徒教授，罕有其比。累為晉陵、武康令。罷縣還，仍於東郊築室，不復仕。
6. ↑  《梁書·卷五十·列傳第四十四》：挺少有盛名，又善處當世，朝中勢素，多與交遊，故不能久事隱靜。時僕射徐勉以疾假還宅，挺致書以觀其意……挺後遂出仕，尋除南臺治書，因事納賄，當被推劾。挺懼罪，遂變服爲道人，久之藏匿，後遇赦，乃出天心寺。會邵陵王爲江州，攜挺之鎮，王好文義，深被恩禮，挺因此還俗。復隨王遷鎮郢州，徵入爲京尹，挺留夏首，久之還京師。太清中，客游吳興、吳郡，侯景亂中卒。著《邇說》十卷，文集二十卷。
7. ↑  《南史·卷七十一·列傳第六十一》：挺少有盛名，又善處當世，朝中勢素多與交遊，故不能久事隱靜。後遂出仕，除南台書侍御史。因事納賄被劾，懼罪，乃變服出家名僧挺，久之藏匿，後遇赦，乃出天心寺。會邵陵王為江州，暅挻之鎮。王好文義，深被恩禮。挺不堪蔬素，因此還俗。侯景亂中卒。著邇說十卷，文集二十卷。

## 延伸阅读
[在维基数据编辑]
 《梁書·卷50》，出自姚思廉《梁書》